# Gwendolyn Brooks
Gwendolyn Elizabeth Brooks (Topeka, 7 de junio de 1917-Chicago, 3 de diciembre de 2000) fue una poeta, autora y maestra estadounidense. Sus obras muchas veces se enfocan en las celebraciones y luchas de la gente común de su comunidad. Ganó el Premio Pulitzer de Poesía en 1950 por su obra Annie Allen, siendo así la primera escritora afroamericana en ganar un Pulitzer. A lo largo de su prolífica carrera recibió un gran número de honores. En 1968 fue nombrada poeta laureado de Illinois, cargo que mantuvo hasta su muerte 32 años más tarde. En 1976 se convirtió en la primera mujer afroamericana en ingresar en la Academia Estadounidense de las Artes y las Letras.   

## Carrera como escritora
Brooks publicó su primer poema, «Eventide», en una revista para niños, American Childhood, cuando tenía 13 años. A la edad de 16 ya había escrito y publicado aproximadamente 75 poemas. Con 17, comenzó a publicar su obra en «Lights and Shadows», la columna de poesía del Chicago Defender, un periódico afroamericano. Sus poemas eran de estilo variado, desde tradicionales baladas y sonetos a poemas que usaban ritmos del blues en verso libre. En sus comienzos recibió el reconocimiento de James Weldon Johnson, Richard Wright y Langston Hughes.
En muchas ocasiones sus personajes están inspirados de la vida en los barrios más desfavorecidos de la ciudad, que Brooks conocía bien.  
En 1941 Brooks participaba activamente en talleres de poesía. Uno particularmente influyente fue el organizado por Inez Cunningham Stark, una acaudalada mujer blanca que tenía formación en literatura. Stark ofrecía talleres de escritura a los que Brooks asistió. Aquí es donde pudo comenzar a encontrar su voz poética, con un conocimiento más profundo de las técnicas de sus predecesores. En 1944 logró el objetivo que había estado buscando desde que tenía 14 años: dos de sus poemas fueron publicados en la revista Poetry, en noviembre. En la información autobiográfica que dio a la revista describió su ocupación como “ama de casa”.
Brooks publicó su primer libro de poesía, A Street in Bronzeville (1945), con Harper & Brothers, gracias al fuerte apoyo de Richard Wright. El libro logró el aplauso de la crítica por su autenticidad en la representación de la vida en Bronzeville. La poeta recibió su primera Beca Guggenheim en 1946. 
El segundo libro de poesía de Brooks, Annie Allen (1949), se centraba en las experiencias de una joven chica afroamericana convirtiéndose en mujer, en el barrio de Bronzeville en Chicago. El libro ganó en 1950 el Premio Pulitzer de poesía, y también ganó el premio Eunice Tietjens de la revista Poetry. 
En 1953 Brooks publicó su primer y único libro narrativo, una novela corta titulada Maud Martha, que consistía en una serie de 34 viñetas siguiendo la vida de una mujer negra llamada Maud Martha Brown, desde la infancia a la edad adulta. Maud sufre el prejuicio y la discriminación no solo por parte de individuos blancos, sino también por parte de individuos negros que tienen tonos más claros de piel que ella, algo que está en directa referencia con la experiencia personal de Brooks. Al fin, Maud logra defenderse y dar la espalda a un dueño de una tienda racista. 
En 1967, el año de la muerte de Langston Hughes, Brooks asistió a la conferencia Second Black Writers en la universidad de Fisk en Nashville, donde pudo conocer activistas y artistas como Imamu Amiri Baraka, Don L. Lee y otros, que la expusieron al nuevo nacionalismo cultural negro. La experiencia de Brooks en la conferencia inspiró muchas de sus subsiguientes actividades literarias. 
En 1968 publicó una de sus más famosas obras, In the Mecca, un poema largo sobre la búsqueda de una madre de su niño perdido en un edificio de apartamentos de Chicago. El poema fue nominado para el Premio Nacional del Libro de poesía.
Su obra autobiográfica Report From Part One (1972), incluía reminiscencias, entrevistas, fotografías y viñetas, y Report From Part Two se publicó en 1995, cuando tenía casi 80 años.       

## Algunos de sus trabajos
- A Street in Bronzeville (1945)
- Aloneness (1971)
- Annie Allen (1949)
- Aurora (1972)
- Beckonings (1975)
- Black Love (1981)
- Black Steel: Joe Frazier and Muhammad Ali (1971)
- Blacks (1987)
- Bronzeville Boys and Girls (1956)
- Children Coming Home (1991)
- Family Pictures (1970)
- In the Mecca (1968)
- Riot (1970)
- Selected Poems (1963)
- The Bean Eaters (1960)
- The Near-Johannesburg Boy and Other Poems (1986)
- The Wall (1967)
- The World of Gwendolyn Brooks (1971)
- To Disembark (1981)
- We Real Cool (1966)
- Winnie (1988)

Traducciones
- Una calle en Bronzeville (1945)
- Annie Allen (1950)
- El tigre que llevaba guantes blancos (1974)